# Noční můra v Elm Street
Noční můra v Elm Street (anglicky A Nightmare on Elm Street) je americký hororový film z roku 1984 napsaný a režírovaný Wesem Cravenem a první film hororové série o vrahovi dětí Freddym Kruegerovi v Elm Street. Ve filmu hrají John Saxon, Heather Langenkamp, Ronee Blakley, Amanda Wyss, Jsu Garcia, Robert Englund a Johnny Depp, pro kterého byl film také debutovou rolí.
Děj se odehrává ve fiktivním ohijském městě Springwood, kde bydlí Freddy Krueger, vrah dětí, který je upálen, ale později se objevuje v nočních můrách, kde dále zabíjí, přičemž zabití ve snu jsou mrtví i ve skutečném světě.
Od odborné kritiky je na filmu dobře ceněno prolomení hranic mezi skutečností a snem. Zároveň se film stal i divácky úspěšný, když z původního rozpočtu 1,8 milionů USD dokázal vydělat 25,5 milionů jen v USA. Film se také stal důležitým východiskem pro oblíbený žánr slasher filmu v 80. a 90. letech 20. století.

## Děj
Dospívající Tina Grayová se probudí z děsivé noční můry, v níž ji v kotelně napadne znetvořený muž v rukavici s ostřím. Její matka ji upozorní na čtyři záhadné řezné rány na noční košili. Následujícího rána ji utěšují Tinina nejlepší kamarádka Nancy Thompsonová a Nancyin přítel Glen Lantz, kteří jí prozradí, že každý z nich měl předchozí noc také noční můru. Když Tinina matka odjede z města, zůstanou obě u ní doma, kde zjistí, že Nancy měla také noční můru o znetvořeném muži. Jejich přespání přeruší Tinin přítel Rod Lane. Když Tina usne, zdá se jí o znetvořeném muži, který ji pronásleduje. Roda probudí Tinino mlácení a vidí, jak ji vleče a smrtelně řeže neviditelná síla, což ho donutí utéct, zatímco Nancy a Glen se probudí a najdou Tinu zakrvácenou a mrtvou.
Druhý den Nancyin otec policista Don Thompson Roda zatkne, přestože se hájí nevinou. Ve škole Nancy usne ve třídě a zdá se jí, že ji muž pronásleduje do kotelny, kde je zahnána do kouta. Poté si úmyslně popálí ruku o trubku. Popálenina ji ve třídě probudí a ona si všimne popáleniny na ruce. Nancy navštíví Roda na policejní stanici, který jí popíše Tininu smrt spolu se svými nedávnými nočními můrami o stejném muži, který ji pronásleduje ve snech, a Nancy se domnívá, že muž zabil Tinu.
Doma Nancy usne ve vaně a muž ji málem utopí. Nancy je pak závislá na kofeinu, aby se udržela vzhůru, a pozve Glena, aby ji ve spánku hlídal. Ve snu Nancy vidí, jak se muž připravuje zabít Roda v jeho cele, ale pak obrátí svou pozornost k ní. Nancy uteče a probudí se, až když jí zazvoní budík. Muž Roda zabije tak, že mu kolem krku omotá prostěradlo a zinscenuje sebevraždu oběšením. Na Rodově pohřbu se Nancyini rodiče začnou bát, když jim popisuje své sny. Její matka Marge ji vezme na kliniku pro poruchy spánku, kde Nancy ve snu popadne mužovu fedoru s nápisem "Fred Krueger" a vytáhne ji do reálného světa.
Po zabarikádování domu jí Marge vysvětlí, že Krueger byl šílený vrah dětí, který zabil dvacet dětí, ale byl propuštěn na základě formalit a poté upálen zaživa rodiči obětí žijícími v jejich ulici, kteří hledali spravedlnost. Nancy si uvědomí, že Krueger, nyní pomstychtivý duch, zabíjí ji a její přátele z pomsty a pro ukojení svých psychopatických potřeb.
Nancy se snaží zavolat Glenovi, aby ho varovala, ale jeho otec jí brání s ním mluvit. Glen usne a Krueger ho zabije. Nyní je Nancy sama, uspí Marge a požádá Dona, který naproti vyšetřuje Glenovu smrt, aby se do 20 minut vloupal do domu. Nancy nastraží kolem domu nástražné výbušné systémy a chytí Kruegera ze snu do skutečného světa. Nástrahy ovlivní Kruegera natolik, že ho Nancy může zapálit a zavřít ve sklepě. Nancy spěchá ke dveřím pro pomoc.
Přijede policie a zjistí, že Krueger ze sklepa utekl. Nancy a Don jdou nahoru a najdou hořícího Kruegera, jak dusí Marge v její ložnici. Poté, co Don uhasí oheň, Krueger a Marge zmizí v posteli. Když Don opustí pokoj, Krueger se zvedne z postele za Nancy. Ta si uvědomí, že Kruegera pohání strach jeho oběti, a klidně se k němu otočí zády. Krueger se vypaří, když se na ni pokusí vrhnout.
Nancy vyjde ven do jasného a mlhavého rána, kde jsou všichni její přátelé i matka stále naživu. Nancy nasedne do Glenova kabrioletu, aby jela do školy, když se náhle stáhne zeleno-červeně pruhovaná střecha a zamkne je, zatímco auto nekontrolovaně jede ulicí. Tři dívky v bílých šatech hrající si na švihadle slyší, jak si prozpěvují Kruegerovu říkanku, když Krueger chytí Marge skrz okno předních dveří.

## Hrají
- Robert Englund (Freddy Krueger)
- John Saxon (Lt. Thompson)
- Ronee Blakley (Marge Thompsonová)
- Heather Langenkamp (Nancy Thompsonová)
- Amanda Wyss (Tina Grayová)
- Jsu Garcia (Rod Lane)
- Johnny Depp (Glen Lantz)
- Charles Fleischer (Dr. King)
- Joseph Whipp (seržant Parker)
- Joe Unger (seržant Garcia)
- Ed Call (Lantz)
- Sandy Lipton (Lantzová)
- Lin Shaye (učitelka)
- David Andrews (předák)

## Filmová pokračování
Na tento film navázaly brzy další zprvu označené číslicí a upřesňujícím podtitulem:
- Noční můra v Elm Street 2: Freddyho pomsta – USA 1985, režie Jack Sholder
- Noční můra v Elm Street 3: Bojovníci ze sna – USA 1987, režie Chuck Russell
- Noční můra v Elm Street 4: Vládce snu – USA 1988[1], režie Renny Harlin
- Noční můra v Elm Street 5: Dítě snu – USA 1989, režie Stephen Hopkins
- Freddyho smrt – Poslední noční můra – USA 1991, režie Rachel Talalay
- Nová noční můra – USA 1994, režie Wes Craven

### Crossover
- Freddy vs. Jason – USA 2003, režie Ronny Yu

### Remake
- Noční můra v Elm Street – USA 2010, režie Samuel Bayer